# Rauchtisch
Ein Rauchtisch ist ein Möbelstück. Er ist eine Tischsonderform oder Art eines Tisches. In Unkenntnis der Ausführung, Funktion und Verwendung werden Rauchtische häufig mit Beistelltischen oder Spieltischen verwechselt. Die Rauchtische in ihrer ursprünglichen Funktion hatten ihre Hochzeit und größte Verbreitung zwischen den Jahren 1920 und 1960. In der Regel waren sie Teil einer bürgerlichen Wohnungseinrichtung, z. B. in Herren- oder Arbeitszimmern.
Ab etwa 1970 kam diese Sonderform des Tisches aus der Mode. Niedrige Wohnzimmer- und Couchtische unter ca. 50 cm Höhe dominieren seit dieser Zeit die auf den Fernseher ausgerichteten Wohnzimmer.

## Geschichte
Besonders in Nordamerika und im Vereinigten Königreich sowie den Kolonien wurde es spätestens nach 1890 festes und allgemeines gesellschaftliches Ritual, dass Herren nach einem Souper/Dinner zum Genuss von Zigarren oder Zigaretten – ohne Damen – sich versammelten. Personal und Dienerschaft waren hier nicht anwesend, im Gegensatz zum Souper oder Dinner. Damit verbunden war in der gehobenen Gesellschaft auch der Wechsel vom Frack zum Smoking.
In der Regel wurde zum Genuss der Zigarre oder der Zigarette eine bequemere und lässigere Haltung eingenommen, als es die Etikette beim Souper oder Dinner verlangte. Ebenso war die größere Nähe und Vertrautheit zu den Gesprächspartnern gewünscht.
Während in der gehobenen Gesellschaft separate Räume, wie z. B. Herren-, Bibliotheks- und Arbeitszimmer, zum Rauchen genutzt wurden, war das in kleinbürgerlichen und bürgerlichen Haushaltungen räumlich in dieser Form nicht möglich.
Der Ursprung des Rauchtisches geht jedoch ebenso auf die Einrichtungen von Offizierskasinos oder Rauchsalons in Clubanlagen oder den Ozeanlinern zurück.
Aus diesen Gegebenheiten entwickelte sich ein bürgerliches Funktionsmöbel für und um das Rauchen von Zigarren und Zigaretten.
Zu dem sich entwickelnden Rauchtisch gehörten immer bequeme Sitzmöbel. Die Form der sogenannten Clubsessel setzte sich als zum Rauchtisch gehörig durch. Eine paarweise Anordnung von Sesseln zum Rauchtisch entwickelte sich nahezu zum Standard in der räumlichen Möbelanordnung.
In bürgerlichen und kleinbürgerlichen Heimen war eine Tischdecke auf dem Rauchtisch durchaus üblich, um die Funktion und Verwahrung der wertigen Zigarren und Zigaretten zu verdecken. Tischdecken bzw. Tischtücher waren eigentlich nur auf Speisetischen verbreitet.

## Funktion
Der Rauchtisch ist ein Funktionsmöbel, das sowohl der Präsentation, der Ablage als Lagerung und der Verwahrung von Zigarren und Zigaretten und deren Zubehör dient.
Bei mittelbarer Funktion werden die Zigarren und Zigaretten auf dem Rauchtisch präsentiert, in der Regel in der Anordnung zu einem sogenannten Raucherset, bestehend aus Zigarrenkiste/Zigarettenschachtel, Tischfeuerzeug oder Kerze, Zigarrenschere/-schneider und mindestens einem Aschenbecher.
Ab den 1930er Jahren wurden Rauchverzehrer in unterschiedlicher Form und Gestaltung auf dem Rauchtisch üblich. Die Rauchverzehrer kamen erst wieder in den 1960er Jahren aus der Mode.
Wenn es keine mittelbare Rauchfunktion erfordert, werden Zigarren und Zigaretten sowie das sogenannte Raucherset in einer Ablage unter dem Tisch verwahrt. Weil für Zigarren eine gesonderte klimatische Lagerung notwendig ist, wird die Verwahrung im Rauchtisch als Humidor ausgebildet. Das geschieht durch eine verschließbare und geschlossene Ablage statt einer offenen Ablage. Bei geschlossenen Ablagen ist in der Regel eine umseitige transparente Verglasung üblich.
Bei einer Anordnung des Rauchtisches in einem Esszimmer kann dieser – neben der Anrichte – die Funktion eines Beistelltisches übernehmen.
Nicht selten wird der Rauchtisch auch als Spieltisch eingesetzt oder – wegen seiner geringeren Höhe – als Esstisch für Kinder.
Für Rundfunkgeräte und Fernseher war der Rauchtisch ein beliebter Aufstellungsort, bevor sich hierfür gesonderte Möbel durchsetzten.

## Aufbau
Ein Rauchtisch hat fast ausnahmslos mit vier durch Zargen miteinander verbundene Tischbeine. Diese Form hatte sich weitestgehend durchgesetzt, weil eine Ablage und Verwahrung unter dem Rauchtisch für die Funktion und Anordnung immer in Verbindung stand. Es gibt Varianten mit drei Tischbeinen oder einem Stempelfuß; diese sind in bürgerlichen und kleinbürgerlichen Haushaltungen jedoch sehr selten, eher typisch bei Offizierskasinos oder den speziellen Rauchsalons. In Deutschland sind mit Naturwerksteinen gestaltete Tischplatten nicht üblich für Rauchtische. Jedoch kommen Metallbekleidungen, dann in der Regel aus Messing, der Rauchtischplatte vor.
Die Maße der Tischplatte eines Rauchtisches sind nie größer als 1,20 × 1,20 m. Ein Durchmesser von 60 bis 70 cm ist am häufigsten zu finden. Generell dominiert die kreisrunde Form des Rauchtisches.
Im Gegensatz zu Spiel-, Beistell- und Speisetischen bis zu ca. 83 cm Höhe (alte deutsche Höhe), ist ein Rauchtisch ca. 50 bis 70 cm hoch. Die signifikante Höhe ergibt sich aus der Verwahrfunktion.
Ein Rauchtisch besteht fast ausschließlich aus Holz. Es dominieren dunkle Furnieroberflächen (Eiche, Nussbaum) und dunkle Farben. Gestaltungen mit Anklängen an orientalische Formen kommen vor.